# Lignéville
 Lignéville  es una población y comuna francesa, en la Región de Gran Este, departamento de Vosgos, en el distrito de Neufchâteau y cantón de Vittel.

## Demografía
| 291 | 272 | 288 | 310 | 323 | 309 |
| Para los censos de 1962 a 1999 la población legal corresponde a la población sin duplicidades (Fuente: INSEE [Consultar]) |     |     |     |     |     |